# Bullerön

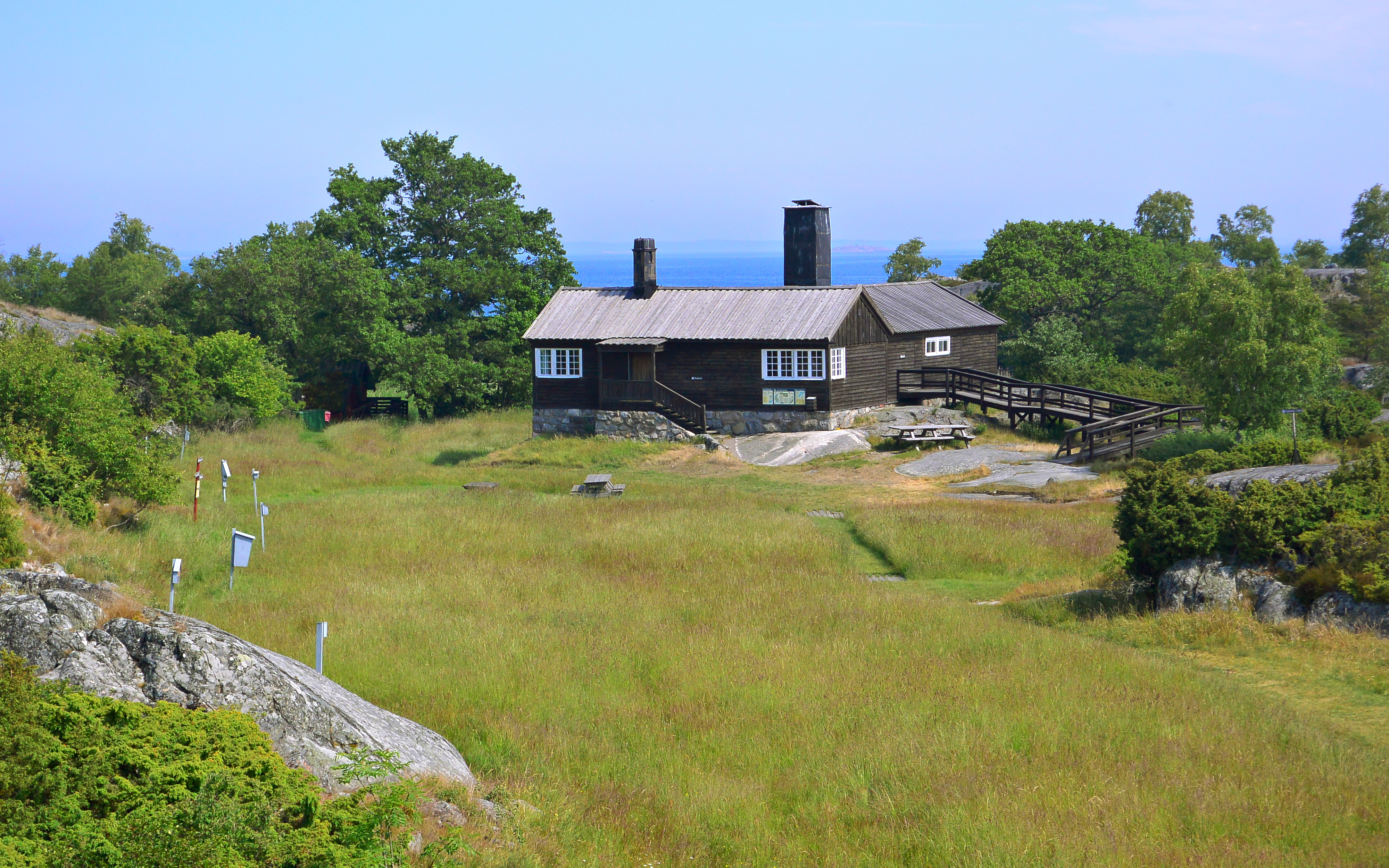
Jaktstugan vid Rävängen.

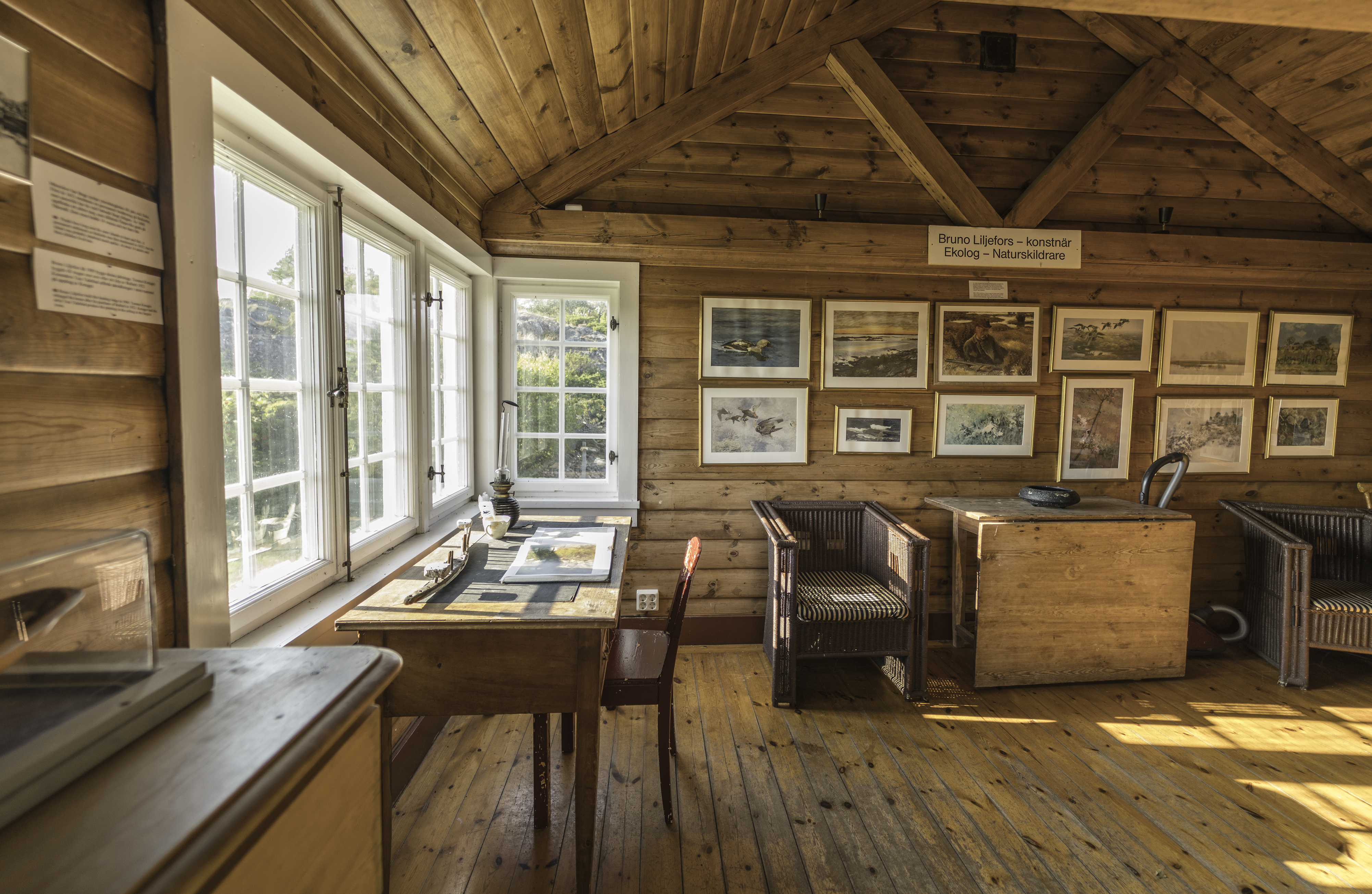
Museet

Bullerön (eller Bullerö) är en 0,78 km² stor ö i Nämdö socken och Värmdö kommun, omkring tre distansminuter öster om Nämdö. Den ligger längst ut i havsbandet i Stockholms skärgård. Bullerön är huvudö i Bulleröarkipelagen och ingår i Bullerö naturreservat. På Bullerön finns bra naturhamnar i Storbåtsviken i norr, Bodkobbshålet vid byn och Rävängsviken på östra sidan.

## Historia
I 1653 års mantalslängd finns en notering om ett första försök till bosättning på Bullerö. År 1688 fick en Erik Matsson tillstånd av godsägaren på Östanviks gård att bygga ett torp (”Erich Matzsson byggia sig ett torp”). Huvudnäringarna var fiske och säljakt.
Konstnären Bruno Liljefors köpte ön 1908 och byggde vid Rävängen en jaktstuga där han och hans familj vistades på somrarna. Under början av 1900-talet gjorde Liljefors och hans vänner i "Bullerölaget" skärgården mer allmänt känd. I vänkretsen ingick bland andra Anders Zorn, Albert Engström, Axel Sjöberg och flygbaronen Carl Cederström. Det sägs att de gånger Bruno Liljefors gästade sin stuga med sina vänner, lastade man en skuta med förnödenheter - mycket mat och dryck samt kökspersonal - och begav sig ut till Bullerön. Man festade och hade trevligt i flera dagar tills maten och drycken tog slut. Då avslutade man helt enkelt och begav sig hemåt. En liten vik öster om Rävängen benämns idag Zorns vik eftersom Zorn där brukade förtöja sin segelbåt Mejt.
År 1923 sålde Liljefors Bullerön till affärs- och tidningsmannen Torsten Kreuger, bror till finansmannen Ivar Kreuger. Kreuger lät bygga ut jaktstugan. 
Bullerö naturreservat ägs sedan 1967 av staten genom Naturvårdsverket. Skärgårdsstiftelsens tillsynsman Johan Stake bodde många år på ön och tog hand om reservatet men lämnade över stafettpinnen till naturbevakaren Jan Olsén när Länsstyrelsen i Stockholms län tog över förvaltningen 2008. Reservatet sköts av anställda naturbevakare. Uppdraget är att tillgängliggöra och förvalta skyddad natur.

## Jaktstugan
Jaktstugan vid Rävängen är i dag ett museum med en utställning om skärgårdens natur och kultur samt reproduktioner av Liljefors konstverk. I taket finns en målning av Ture Tideblad som gjordes under Torsten Kreugers tid och som är en illustration till en känd snapsvisa. Två att öns naturstigar utgår från jaktstugan. 

## Zarah Leanders strand
En obekräftad men mycket seglivad historia är hur den lilla sandstranden i Harkranksviken, 150 meter söder om byn, skapades. Den ska ha blivit iordningställd inför artisten Zarah Leanders besök eftersom hon inte tyckte om att bada från klippor. Sanden skulle ha blivit dittransporterad med pråm från Sandhamn på beställning av Torsten Kreuger. Stranden benämns idag Zarahs strand.

## Bilder

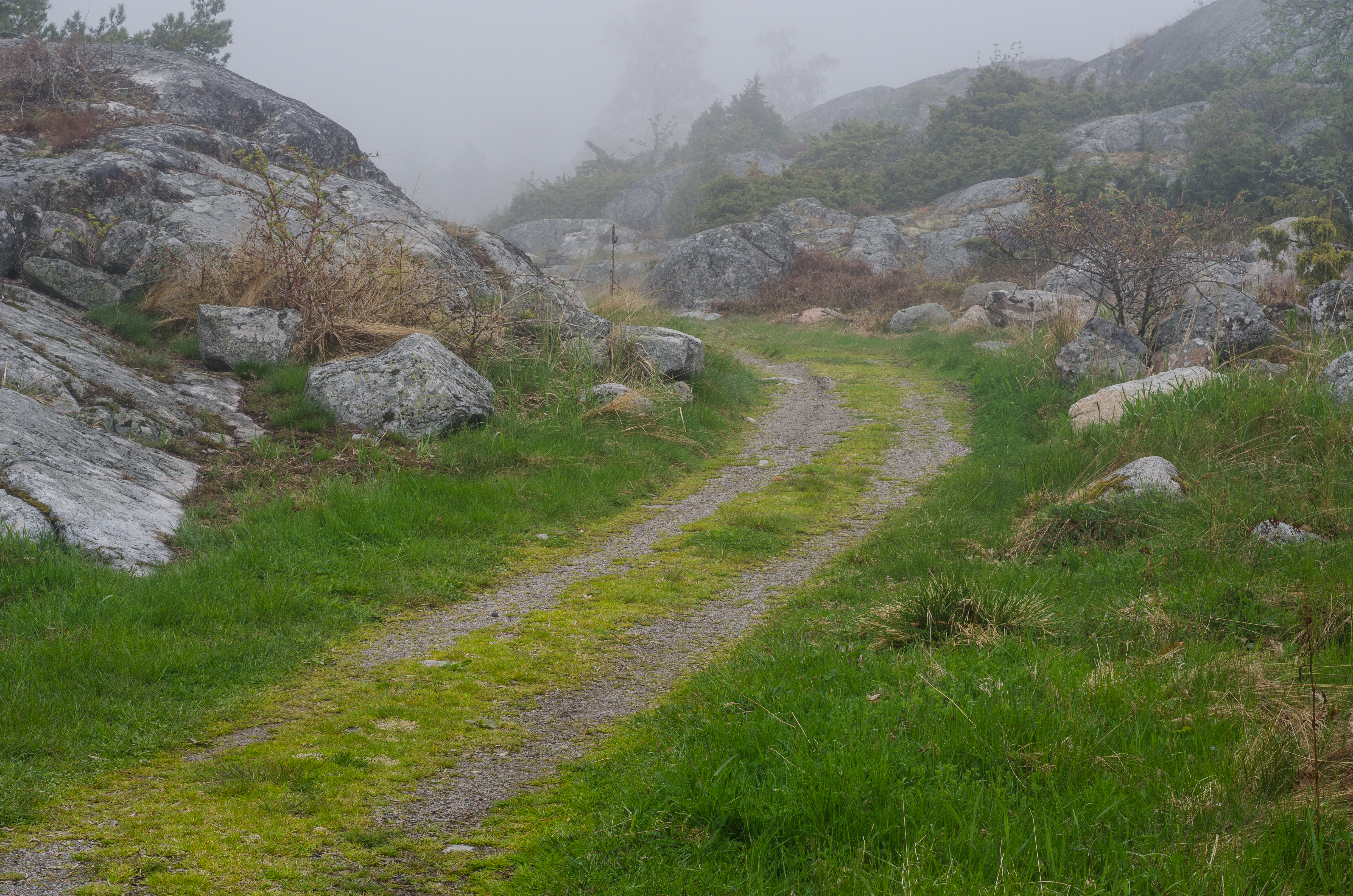
Landskap på Bullerön.
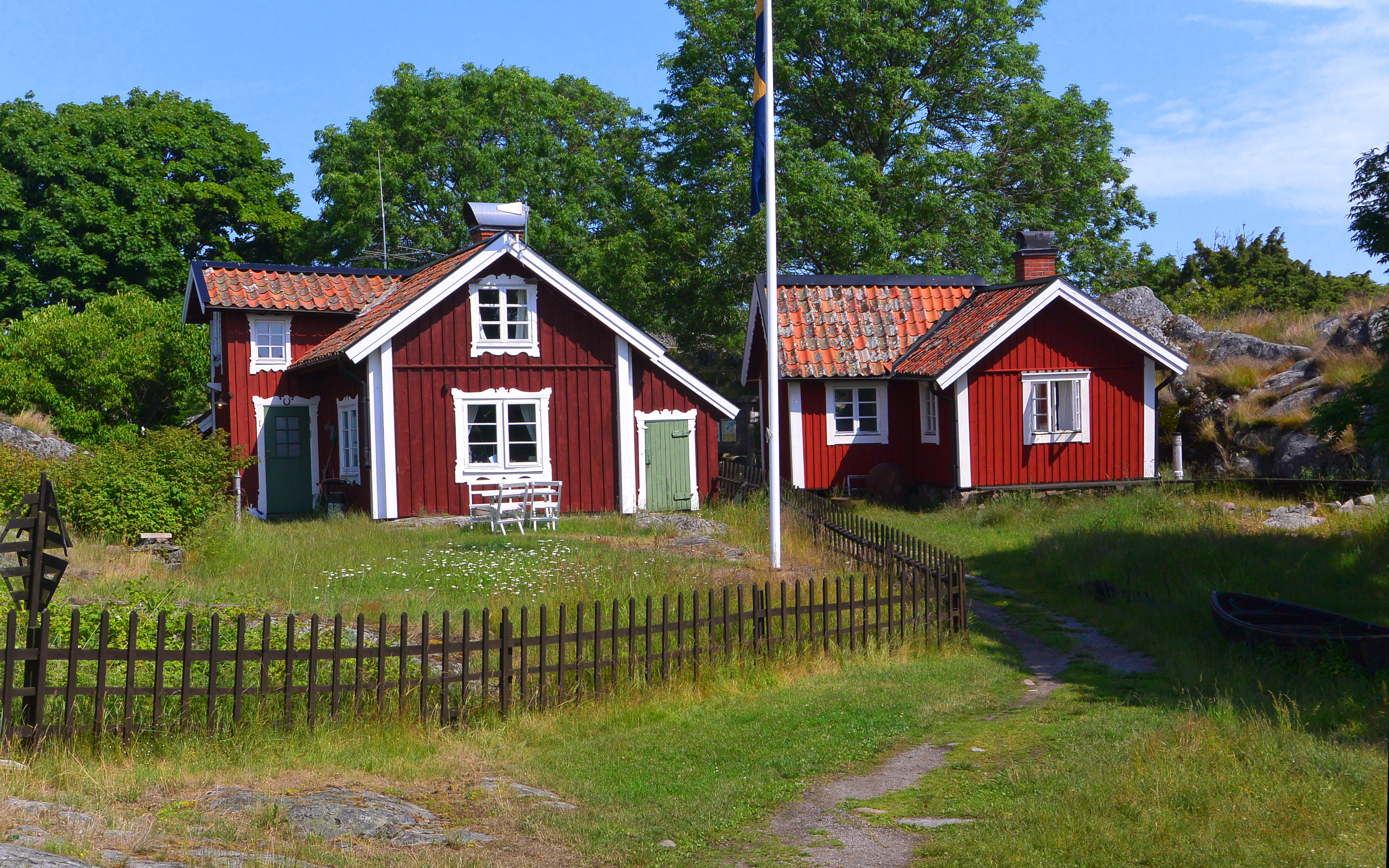
Bullerö by
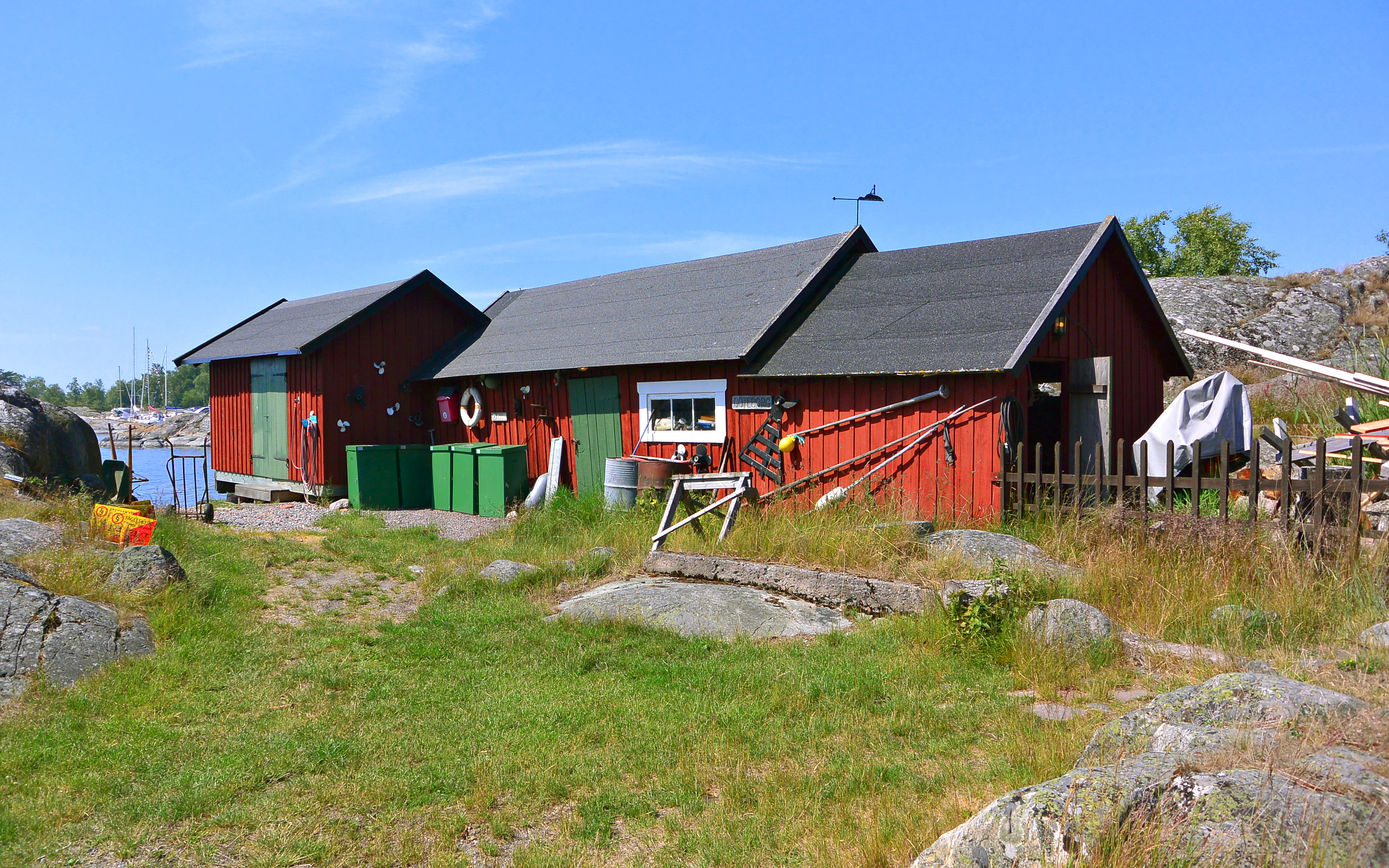
Sjöbodarna